# Куташи, Дьёрдь
Дьёрдь Куташи (Кушинский) (венг. György Kutasi (Kusinszky); 16 сентября 1910, Риека, Транслейтания — 29 июня 1977, Мельбурн) — венгерский ватерполист, вратарь. Олимпийский чемпион 1936 года, чемпион Европы 1934 года.

## Биография
Дьёрдь Куташи родился 16 сентября 1910 года в австро-венгерском городе Риека (сейчас в Хорватии).
В 1932—1947 годах играл в водное поло за «Уйпешт» из Будапешта. В его составе девять раз становился чемпионом Венгрии (1932—1938, 1945, 1946).
В 1934 году в составе сборной Венгрии завоевал золотую медаль чемпионата Европы в Магдебурге.
В 1936 году вошёл в состав сборной Венгрии по водному поло на летних Олимпийских играх в Берлине. Играл на позиции вратаря, провёл 1 матч, не пропустив ни одного мяча от сборной Мальты.
В течение карьеры провёл за сборную Венгрии 5 матчей.
В 1947 году эмигрировал в Австралию.
Умер 29 июня 1977 года в австралийском городе Мельбурн.